# Елтон Лейте
Елтон Лейте (порт. Helton Leite, нар. 2 листопада 1990, Белу-Оризонті) — бразильський футболіст, воротар турецького клубу «Антальяспор».

## Ігрова кар'єра
Народився 2 листопада 1990 року в місті Белу-Оризонті. Вихованець юнацьких команд футбольних клубів «Атлетіко Мінейру», «Америка Мінейру», «Гояс», «Америка Мінейру» та «Греміо».
У дорослому футболі дебютував 2011 року виступами за команду «Корінтіанс Паранаенсе», в якій взяв участь у одному матчі Ліги Паранаенсе проти «Операріо Ферровіаріо» (1:2), після чого перейшов у клуб Серії Б «Боа», де не зіграв жодного матчу.
19 січня 2012 року Елтон підписав контракт з «Іпатінгою», за яку зіграв 23 матчі в Серії Б, алене врятував команду від вильоту в третій дивізіон. Після цього молодий воротар перейшов до клубу вищого дивізіону «Крісіума». 31 липня 2013 року Елтон дебютував у Серії А в матчі проти «Португези Деспортос» і загалом за сезон зіграв 11 ігор чемпіонату, але і з цією командою понизився у класі.
7 січня 2014 року Елтон Лейте став гравцем «Ботафогу», в якому виконував роль дублера досвідченого Джефферсона, тому за команду з Ріо-де-Жанейро за наступні чотири сезони своєї ігрової кар'єри зіграв лише 17 ігор чемпіонату. Після того як клуб придбав нового воротаря Гатіто Фернандеса, Елтон остаточно втратив шанси закріпитись у «Ботафогу» і протягом сезону 2018 року на правах оренди захищав кольори клубу «Сан-Каетану», зігравши у 10 іграх Ліги Пауліста.
12 червня 2018 року Елтон уклав контракт з португальським клубом «Боавішта», у складі якого провів наступні два роки своєї кар'єри гравця. Більшість часу, проведеного у складі «Боавішти», був основним голкіпером команди.
8 серпня 2020 року Лейте уклав п'ятирічний контракт з «Бенфікою», але у новій команді програв місце у воротах греку Одіссеасу Влаходімосу.

## Титули і досягнення
- Переможець Ліги Катаріненсе (1):

«Крісіума»: 2013